# 阿蒙霍特普三世
阿蒙霍特普三世（Amenhotep III），也被称为“华丽的阿蒙霍特普”，为古埃及第十八王朝的第九任法老。在他父亲图特摩斯四世死后，他继承了王位。根据不同的著作，他的统治期是在公元前1386年6月-公元前1349年或公元前1388年6月-公元前1351/1350年12月。阿蒙霍特普三世是图特摩斯四世与其小妾姆特姆维亚所生。
在他治下埃及达到了艺术和国际力量的巅峰时。在他执政的第38或39年死后，他的儿子阿蒙霍特普四世继承王位（但是后来他把自己的名字改成阿肯那顿，並且發起一神宗教改革）。

## 家庭
阿蒙霍特普三世是图特摩斯四世与其小妾姆特姆维亚的儿子，阿蒙霍特普出生在大约公元前1401年。他是图特摩斯家族的成员，这一始于图特摩斯一世法老的家族曾统治埃及长达150年。
阿蒙霍特普与一个可被视为一神教的始祖王后——泰伊，育有两个儿子：其长子——图特摩斯王子，死于其父去世之前；阿蒙霍特普四世，后来的阿肯那顿，最终成为阿蒙霍特普的继承者。阿蒙霍特普可能还有第三个儿子——斯蒙卡拉，后来继承阿肯那顿的王位。
阿蒙霍特普与泰伊也育有四个女儿：西塔蒙、赫努塔奈布、伊谢特和尼贝塔。 除了尼贝塔，她们常常出现在她们父亲统治时期的雕像和浮雕，她们的形象也出现在更小的物体中。 尼贝塔的名字是从一个来自梅迪内哈布的巨大石灰岩雕刻中得知的，这个雕塑有七米高，显示阿蒙霍特普与泰伊并排坐在一起，他们的三个女儿之中的赫努塔奈布站在中间的王位面前，尼贝塔则站在右边，而左边的公主名字已被抠掉。
在执政的最后几十年，阿蒙霍特普迎娶了他的两个女儿——西塔蒙和伊谢特，并封她们为“伟大王妻”。证据显示塞塔蒙在阿蒙霍特普执政第30年就已经称为“伟大王妻”了，证据在马尔卡塔王宫发现的瓶子。 此行為被認為是重現神話世界。

### 嫔妃
除了泰伊之外，阿蒙霍特普三世也娶了很多来自其它王国的女人。
- 基鲁克帕（英语：Gilukhepa），为米坦尼国王舒塔尔那二世之女，在阿蒙霍特普执政第十年时所娶。[10][11]
- 塔杜刻赫帕（英语：Tadukhepa），为其盟友米坦尼国王图什拉塔之女，舒塔尔那二世的孙女，在阿蒙霍特普执政第36年时所娶。她被认为在阿蒙霍特普三世去世后与埃赫那吞结婚，可能是娜芙蒂蒂或基亚
- 巴比伦国王库瑞噶尔祖一世之女[11]
- 巴比伦国王卡达什曼·恩利尔一世之女。[11]
- 阿尔萨瓦统治者之女。
- 叙利亚统治者之女。[11]

## 大众文化
Nefertiti, figlia del sole, 由本·戈扎那饰演阿蒙霍特普三世法老

## 註腳
1. ↑  Clayton, Peter. Chronicle of the Pharaohs, Thames & Hudson Ltd., 1994. p.112
2. ↑   （页面存档备份，存于） Amenhotep III
3. ↑  Schwarz-Bart, Simone & Schwarz-Bart, André. . University of Wisconsin Press. 2001: 52–61. ISBN 0-299-17250-3.
4. 1 2 3  O'Connor, David & Cline, Eric., p.7
5. ↑  Kozloff, Arielle. & Bryan, Betsy. Royal and Divine Statuary in Egypt's Dazzling Sun: Amenhotep III and his World, (Cleveland, 1992), nos. 24, 57, 103 & 104
6. ↑  Kozloff & Bryan, fig. II, 5
7. ↑  Troy, Lana. Patterns of Queenship in Ancient Egyptian Myth and History. University of Uppsala, Uppsala Studies in Ancient Mediterranean and Near Eastern Civilizations 14, (1986), 103, 107, 111
8. ↑  近藤二郎 <古埃及解剖圖鑑> P41
9. ↑  Dodson, Aidan & Hilton, Dyan The Complete Royal Families of Ancient Egypt, Thames & Hudson (2004), p.155
10. ↑  Fletcher (2000), p.156
11. 1 2 3 4  Grajetzki, Ancient Egyptian Queens: A Hieroglyphic Dictionary, Golden House Publications, London, 2005, ISBN 978-0-9547218-9-3